# Скачков, Александр Анатольевич
Скачков Александр Анатольевич (род. 21 ноября 1960, Ерофей Павлович, Сковородинский район, Амурская область, РСФСР, СССР) — российский политический деятель, руководитель Забайкальской железной дороги (ЗабЖД) с 2017 года, глава регионального отделения партии «Единая Россия» в Забайкальском крае с 2019 года. В 2021 году избран депутатом Государственной думы VIII созыва.
Из-за поддержки нарушения территориальной целостности Украины во время российско-украинской войны находится под персональными международными санкциями всех стран Европейского союза, Великобритании, США, Канады, Швейцарии, Австралии,  Японии, Украины, Новой Зеландии.

## Биография
Скачков родился в 1960 году в Амурской области РСФСР, в посёлке Ерофей Павлович. В 1982 году он окончил Хабаровский институт инженеров железнодорожного транспорта по специальности «Вагоностроение и вагонное хозяйство» и устроился на работу на Восточно-Сибирскую железную дорогу (Иркутск). Работал бригадиром и мастером сборочного цеха, начальником тормозо-испытательного вагона и вагонного депо «Иркутск-пассажирский», возглавлял дирекцию по обслуживанию пассажиров Восточно-Сибирской железной дороги, был заместителем начальника ВСЖД по пассажирскому хозяйству.
В 2003 году Скачков прошёл переподготовку в Академии народного хозяйства при правительстве РФ по специальности «Экономика и управление на железнодорожном транспорте». Тогда же он стал главным инженером ВСЖД; с его именем связывают строительство четвёртого пути в районе станции «Иркутск-Пассажирский», существенно повысившего пропускную способность этого участка дороги, и строительство учебного полигона Иркутского института инженеров железнодорожного транспорта. В 2011 году Скачков был назначен заместителем начальника ВСЖД, в 2012 — начальником Восточно-Сибирской дирекции инфраструктуры. В 2017 году он стал начальником Забайкальской железной дороги после того, как занимавший эту должность Валерий Фомин был заподозрен в получении взятки и оказался в СИЗО. С назначением Скачкова были связаны слухи о подготовке к ликвидации или реорганизации ЗабЖД, однако новый начальник заявил, что таких планов нет.
В 2019 году Скачков возглавил региональное отделение партии «Единая Россия». В начале 2021 года он возглавил кампанию за присвоение Чите почётного звания «Город трудовой доблести» и организовал сбор более 100 тысяч подписей. Наблюдатели предполагали, что Скачков может выдвинуть свою кандидатуру на праймериз «Единой России», запланированных на май 2021 года, а потом возглавить региональный список этой партии на выборах в Государственную думу, и это действительно произошло. По итогам голосования Скачков стал лидером в Читинском городском округе. В июле он зарегистрировался как кандидат в депутаты Госдумы VIII созыва по одномандатному округу. На сентябрьских выборах Скачков был избран депутатом.
Известно, что Скачков является кандидатом технических наук.

## Оценки личности и деятельности
Биографию Александра Скачкова обозреватель портала «Чита!ру» назвал «типично железнодорожной» и «безупречной». С приходом начальника ЗабЖД на пост главы регионального отделения «Единой России» связывались надежды на повышение рейтинга этой партии. Наблюдатели отмечают энергию Скачкова в связи с кампанией за присвоение Чите звания «Город трудовой славы»; при этом политические противники обвиняют его в самопиаре и заявляют о чрезмерной сосредоточенности Скачкова на политической деятельности в ущерб работе на железной дороге.
В июле 2021 года Скачков был награждён медалью ордена «За заслуги перед Отечеством» II степени «за достигнутые трудовые успехи и многолетнюю добросовестную работу».

## Международные санкции
Из-за нарушения территориальной целостности и независимости Украины во время российско-украинской войны находится под персональными международными санкциями разных стран.
23 февраля 2022 года внесён в санкционные списки стран Евросоюза за действия и политику, которые подрывают территориальную целостность, суверенитет и независимость Украины и еще больше дестабилизируют Украину.
24 февраля 2022 года включён в санкционный список Канады «близких соратников режима» за голосование о признании независимости «так называемых республик в Донецке и Луганске».
24 марта 2022 года, на фоне вторжения России на Украину, включён в санкционный список США за «соучастие в войне Путина» и «поддержку усилий Кремля по вторжению в Украину», Госдеп США заявил что депутаты Госдумы используют свои полномочия для преследования инакомыслящих и политических оппонентов, нарушают свободу информации, ограничивают права человека и основные свободы граждан России.
По аналогичным основаниям, с 25 февраля 2022 года находится под санкциями Швейцарии. С 26 февраля 2022 года находится под санкциями Австралии. С 11 марта 2022 года находится под санкциями Великобритании. С 18 марта 2022 года находится под санкциями Новой Зеландии. С 12 апреля 2022 под персональными санкциями Японии. Указом президента Украины Владимира Зеленского с 7 сентября 2022 года находится под санкциями Украины.